# Louis Rosenzweig
Pour les articles homonymes, voir Rosenzweig.
Louis Théophile Rosenzweig, né le 6 juillet 1830 à Paris et mort le 29 janvier 1884 à Vannes, est un historien et archiviste français.

## Biographie

### Origine familiale
Originaire de Bamberg, en Haute-Franconie (Bavière), le grand-père paternel de Louis Rosenzweig fut naturalisé français par Louis XVI en 1780.

### Études
Après des études au collège Charlemagne, Louis Rosenzweig entre à l'École des chartes. Sa thèse d'archiviste-paléographe, soutenue fin 1855, porte sur l'« Office de l'amiral en France du treizième au dix-septième siècle ».

### Archiviste du Morbihan
Avant même sa soutenance, il obtient dès le mois de mai 1855, le poste d'archiviste du département du Morbihan et s'installe à Vannes, où il épouse la fille d'un officier. Collaborateur de plusieurs revues savantes, inspecteur des archives communales et hospitalières de Vannes, président de la Société polymathique du Morbihan à plusieurs reprises, il est notamment l'auteur du Dictionnaire topographique du département du Morbihan et du Répertoire archéologique du département du Morbihan. Son Cartulaire général du Morbihan a été publié après sa mort.